# Kolej linowa Monte Faito
Kolej linowa Monte Faito (wł. Funivia del Faito) – kolej linowa we Włoszech, łącząca miasto Castellammare di Stabia (Kampania) ze szczytem Monte Faito (pasmo Monti Lattari). W Castellammare dolną stację umieszczono w pobliżu ważnej dla turystyki linii kolejowej Circumvesuviana. 

## Konstrukcja
Kolej o długości 2,945 km posiada przewyższenie 1060 metrów, a największe nachylenie trasy sięga 60,02%. Czas jazdy z prędkością 7,5 m/s wynosi 8 minut. Każdy z dwóch wagonów mieści 35 pasażerów, co daje przepustowość 500 osób na godzinę. Linię otwarto z entuzjazmem 24 sierpnia 1952, gdyż była to pierwsza dużych rozmiarów kolej linowa w tym rejonie Włoch i wpłynąć miała na rozwój turystyki w okolicach. Widok bowiem ze szczytu Monte Faito na Zatokę Neapolitańską i Wezuwiusza należy do niezwykle atrakcyjnych.  
Linia była zamknięta od 15 sierpnia 1960 do 16 lipca 1962 z uwagi na śmiertelny dla czterech osób wypadek. W 1988 nastąpiły poważne prace modernizacyjne, które trwały do 1990, kiedy to ruch ponownie wznowiono. Obecnie kolej funkcjonuje od maja do początku października. 
Przy stacji na szczycie góry znajduje się punkt gastronomiczny oraz szlak. Szlak w kierunku zachodnim prowadzi w dół, do miasteczka Vico Equense, natomiast w kierunku wschodnim wiedzie przez ponad dwa kilometry do tzw. trzech wierzchołków. W pobliżu prostokątnego wierzchołka można odnaleźć ruiny średniowiecznego kościoła, zbudowanego w miejscu objawień Michała Archanioła biskupowi św. Catello z Castellammare i św. Antoniemu. Kościół w połowie XIX wieku został zajęty przez rabusiów i stał się ich bazą wypadową. Po otoczeniu przez wojsko doszło do krwawych walki, w których kościół poważnie ucierpiał, a w konsekwencji opadów śniegu zawalił się. W latach 50. XX wieku zbudowano nowy kościół pw. Michała Archanioła, który stoi bliżej szlaku, tuż przy tarasie widokowym na północ.   

## Galeria

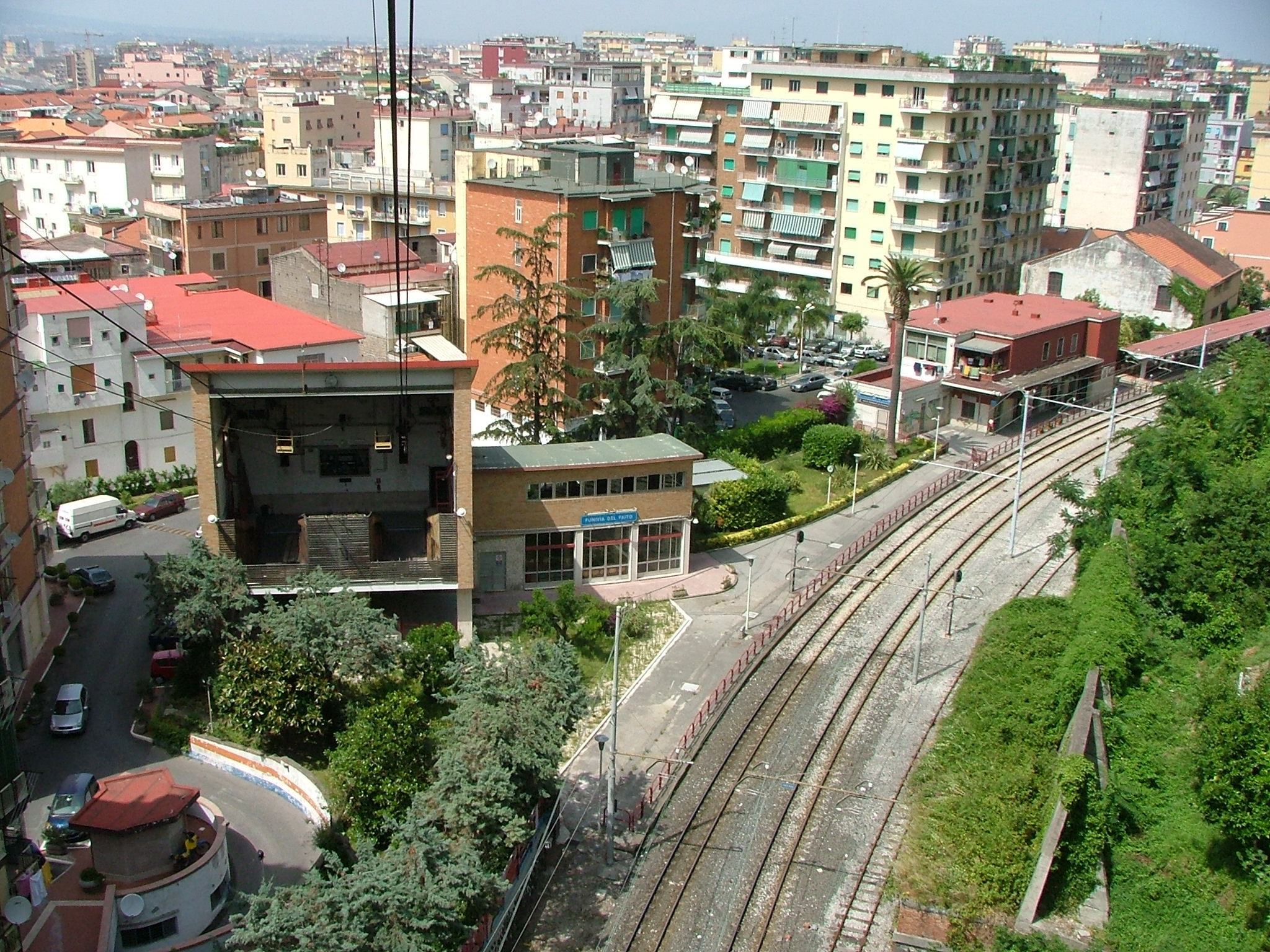
Stacja dolna
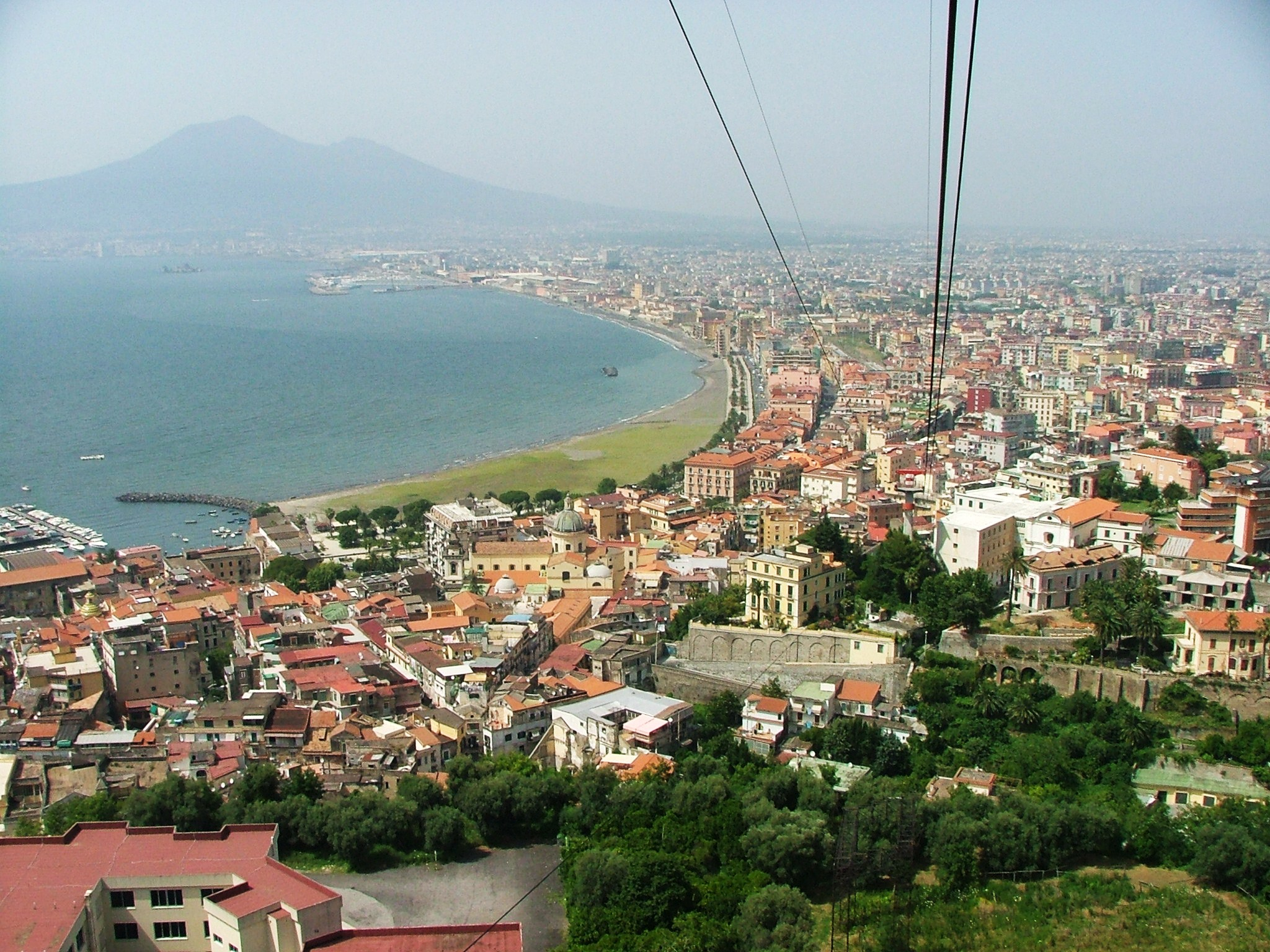
Wezuwiusz
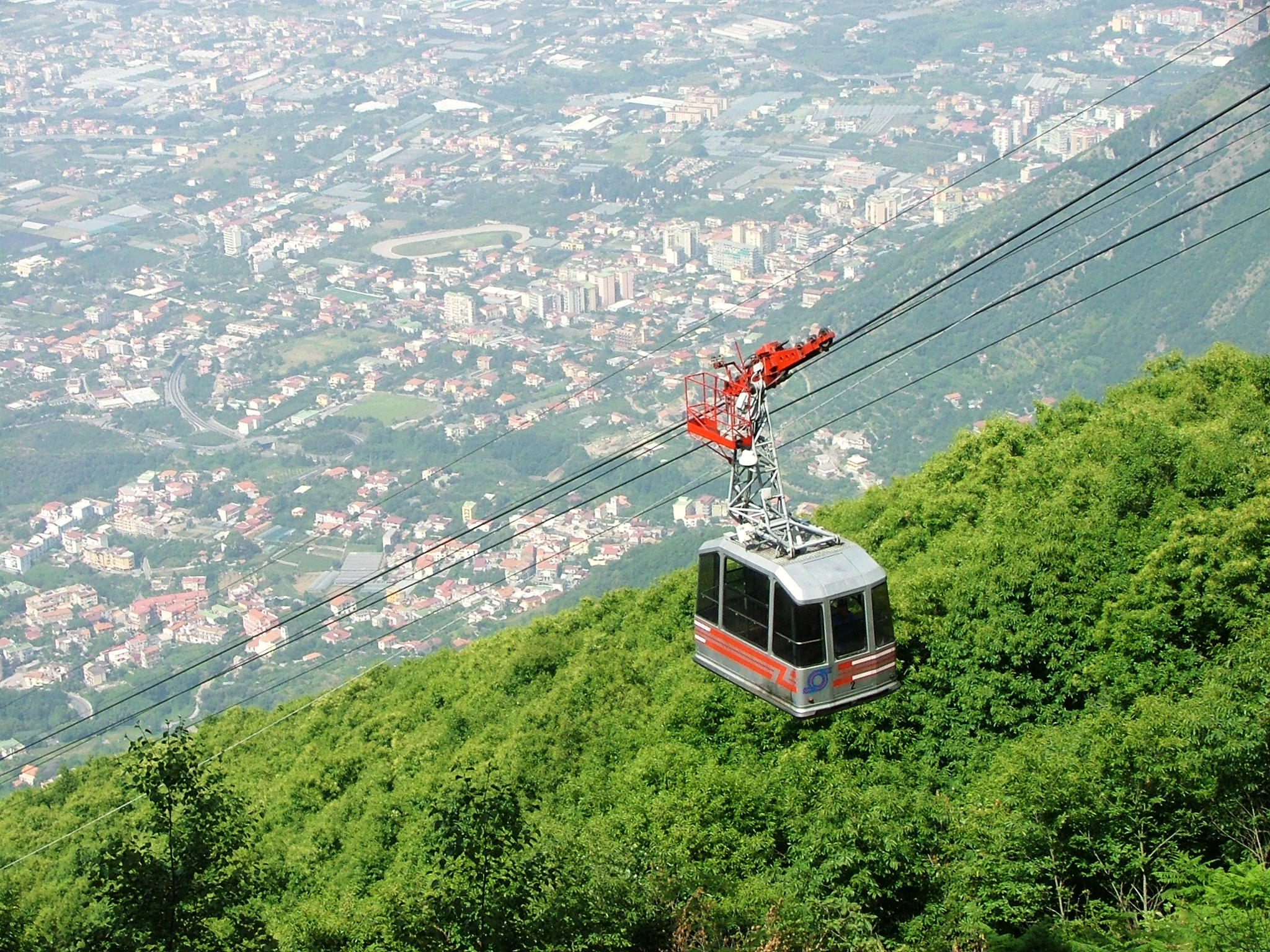
Wagon na trasie